# Manu Bennett
Jonathan Manu Bennett (Rotorua, isla Norte; 10 de octubre de 1969) es un actor neozelandés, conocido principalmente por su papel de Crixo en las cuatro temporadas de la serie de televisión Spartacus y su papel de Slade Wilson (Deathstroke) en la serie Arrow.

## Primeros años
De madre australiana y padre neozelandés, Bennett nació y pasó unos pocos meses en Nueva Zelanda hasta trasladarse definitivamente a Australia. El padre era un conocido cantante mientras que su madre posaba como modelo de bikinis. Bennett es un cruce de varias culturas, desde irlandesa por parte de su padre hasta española por parte de su madre.
Creció entre Sídney y Newcastle, y en 1986 volvió a Nueva Zelanda para asistir al Te Aute College, y posteriormente volvió a Australia, donde fue elegido para formar parte del New South Wales Schoolboys Rugby Union Team. Sin embargo, como Bennett estaba interesado principalmente en la danza moderna, el ballet clásico y el piano, abandonó el rugby para asistir a la universidad y estudiar danza y drama. Posteriormente viajó a Los Ángeles ya que consiguió una beca para asistir al Lee Strasberg Theatre Institute. El actor viajó a Târgoviște (Rumania) y allí tuvo un romance con la modelo Elena Magdalena Lupuca.[cita requerida]

## Carrera profesional
Su carrera profesional comenzó en el año 1993, en la telenovela juvenil Paradise Beach. A continuación se lo pudo ver con papeles como invitado en algunos dramas de la televisión australiana, entre ellos Water Rats, All Saints y Beastmaster. Su carrera televisiva continuó con títulos como Xena: Warrior Princess, en el que se le puede recordar como Marco Antonio; Shortland Street, donde encarnó a Jack Hewitt entre 2000 y 2001; o Street Legal, donde fue Matt Urlich.
En la pantalla grande obtuvo su primer trabajo como protagonista en 1999, en una película llamada Tomoko, rodada en Tokio. Sus créditos incluyen los títulos Lantana, drama protagonizado por Anthony LaPaglia y Rachael Blake; Persecución extrema, en la que trabajó junto a Robert Patrick y John Cena; La isla de los condenados, con Steve Austin y Vinnie Jones; y 30 días de oscuridad, que tuvo en su elenco a figuras como Josh Hartnett, Ben Foster y Melissa George.
Después de una década de penas y glorias por varias series y películas, le llegó un importante papel como personaje principal en la serie Spartacus, titulada en su primera temporada Spartacus: Blood and Sand (2010), interpretando a Crixo, un fiero galo invicto en la arena. La serie, cargada de escenas tórridas y sensuales, muestran a Bennett desnudo en varias ocasiones, lo que no ha dejado indiferente al público. Tras el éxito de la primera temporada, se rodó una precuela titulada Spartacus: Gods of the arena (2011), que cuenta las historia del ludus de Léntulo Batiato previa a la llegada de Espartaco y el nacimiento del campeón de Capua, Crixo (Bennett). Tras ésta se han rodado otras dos temporadas: Spartacus: Vengeance (2012) y Spartacus: War of the Damned (2013).
Sus últimos trabajos han sido la interpretación del jefe orco Azog, en la trilogía de El hobbit, de Peter Jackson (2012-2014) y en las dos temporadas de la serie Arrow, en el papel de Slade Wilson, un supervillano o antihéroe, apodado «Deathstroke». Es un asesino y mercenario inyectado de «Mirakuru», siendo en la segunda temporada de la serie el antagonista principal.
En 2014 fue escogido para interpretar al druida Allanon, como personaje principial en la serie de MTV Las crónicas de Shannara, personaje que interpreta hasta la actualidad.

## Filmografía
| Año           | Cine / Televisión                         | Papel                    |
| ------------- | ----------------------------------------- | ------------------------ |
| 1993          | Paradise Beach                            | Kirk Barsby              |
| 1994          | Blue Heelers                              | Mark Davies              |
| 1996          | Water Rats                                | Joseph Lipinski          |
| 1998          | All Saints                                | Darren                   |
| 1998          | The Violent Earth                         | Wanatcha DuValier        |
| 1999          | Beastmaster                               | Terron Leader            |
| 2000          | Xena: Warrior Princess                    | Marco Antonio            |
| 2000          | Shortland Street                          | Jack Hewitt              |
| 2001          | Lantana                                   | Steve Veldez             |
| 2001          | Street Legal                              | Matt Urlich              |
| 2006          | The Marine                                | Bennett                  |
| 2007          | The Condemned                             | Paco                     |
| 2007          | 30 Days of Night                          | Oficial Billy Kitka      |
| 2010          | Spartacus: Blood and Sand                 | Crixo                    |
| 2011          | Spartacus: Gods of the Arena              | Crixo                    |
| 2011          | Simbad and the Minotaur                   | Simbad                   |
| 2012          | Spartacus: Vengeance                      | Crixo                    |
| 2012          | The Hobbit: An Unexpected Journey         | Azog                     |
| 2012          | Bikie Wars: Brothers in Arms              | Sunshine                 |
| 2013          | Spartacus: War of the Damned              | Crixo                    |
| 2013          | The Hobbit: The Desolation of Smaug       | Azog                     |
| 2013—2017     | Arrow                                     | Slade Wilson/Deathstroke |
| 2014          | The Hobbit: The Battle of the Five Armies | Azog                     |
| 2016—presente | The Shannara Chronicles                   | Alannon                  |
| 2016—presente | American Dad!                             | Patrucio (actor de voz)  |
| 2017          | Death Race 2050                           | Frankenstein             |